# Fontanna do absyntu

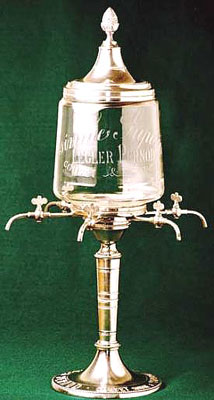
Sześciokurkowa fontanna

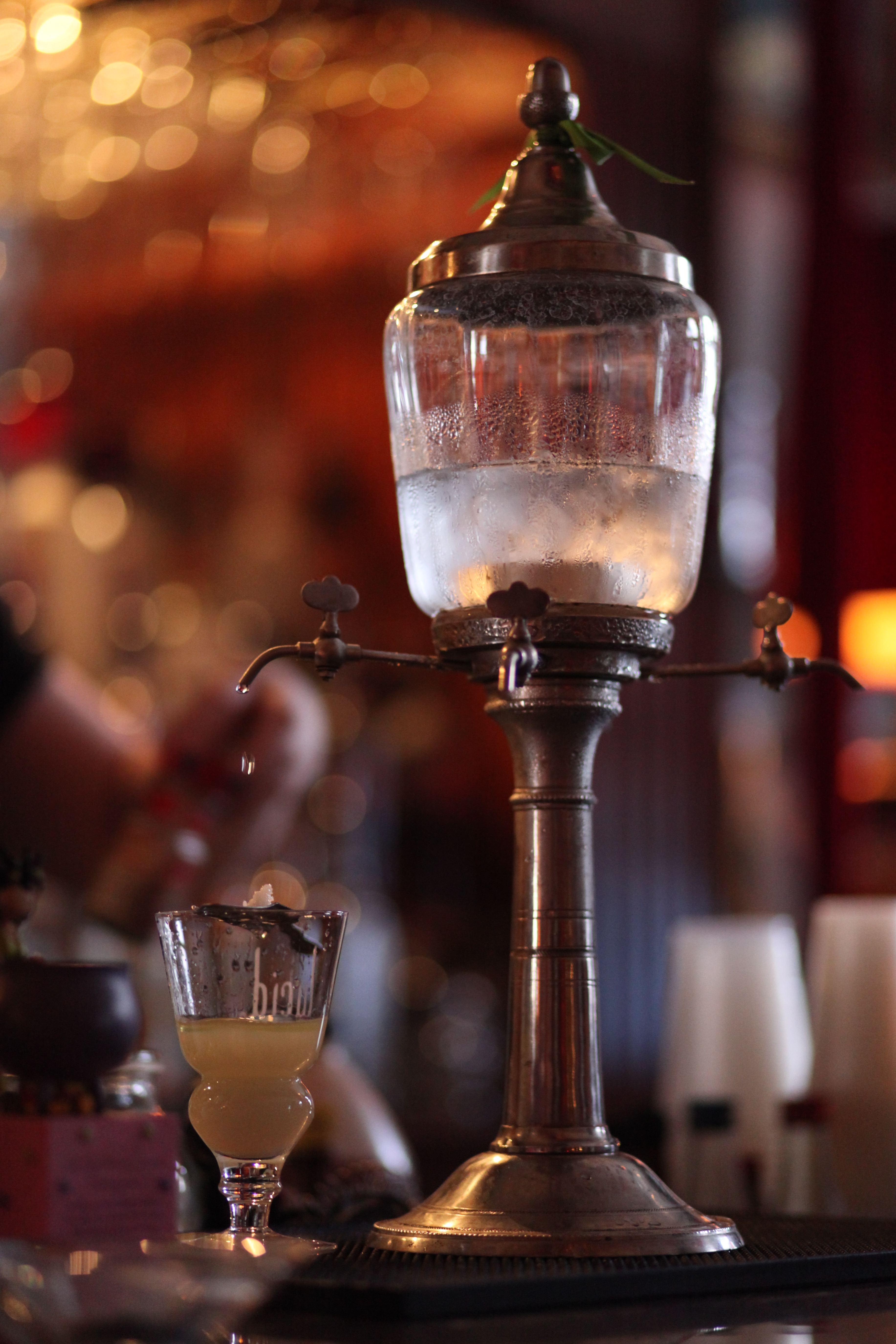
Wolno cieknąca zimna woda z fontanny do absyntu

Fontanna do absyntu – jedno z akcesoriów (obok łyżeczek, karafek i szklanek) służące do przygotowywania absyntu. Fontanna jest ściśle związana z rytuałem wody. W fontannie miesza się lodowatą wodę z absyntem w celu uzyskania efektu zmętnienia. Fontanny pojawiły się w barach i restauracjach po tym, jak absynt zdobył popularność w Europie pod koniec XIX wieku. Główną część fontanny stanowi najczęściej szklany (lub też niekiedy metalowy) klosz, do którego wlewa się wodę z lodem Fontanna uposażona jest w kraniki. Ich liczba w zależności od modelu waha się najczęściej od dwóch do sześciu. Fontanna zaoszczędziła czas gościom przyjęć na przygotowywanie absyntu, rzadko kiedy pitego w czystej postaci bez żmudnej koncentracji składników, co wymagane jest w przypadku karafki.